# Doulou (Burkina Faso)
Pour les articles homonymes, voir Doulou.
Doulou est une commune située dans le département de Koudougou de la province de Boulkiemdé dans la région du Centre-Ouest au Burkina Faso.

## Éducation et santé
La commune accueille un centre de santé et de promotion sociale (CSPS).
Le village possède deux écoles primaires publiques (Est et Ouest).